# 燃焼範囲
燃焼範囲（ねんしょうはんい）とは、燃焼が可能となる可燃性の蒸気（ガス）と空気との混合気の比率。混合気中の可燃性の蒸気の容量%（vol%）によって上限と下限とが表示される。可燃範囲または可燃限界、可燃性限界（inflammability limit）ともいう。なお、爆発限界（爆発範囲）という用語もあり、現象としては区別できるものの、厳密には区別することは困難とされており燃焼範囲や可燃性限界と同義語として扱われている。

## 定義
可燃性液体からの蒸気やガスは空気との混合気として燃焼するが、可燃性気体は多すぎても少なすぎても燃焼せず、この含有率が最小の時の値を燃焼下限界（このときの温度が引火点）、最大の時の値を燃焼上限界といい、その間を燃焼範囲という。
燃焼範囲が大きい（広い）物質ほど燃焼の可能性は高くなる。また、燃焼下限界が小さい物質ほど濃度が薄くても燃焼が始まる危険性が高くなる。
なお、可燃性混合気の気体中を火炎が伝わる速度を燃焼速度（火炎伝播速度）という。爆発限界（Explosion Limits）に関しては、爆発は化学反応としては燃焼であるが、火炎が空間を伝播するという形態をとらず、一定の濃度の可燃性ガスのある全空間で同時的に起こる現象であり違った側面があると指摘されている。